# Митчелл, Эдгар
Э́дгар Дин «Эд» Ми́тчелл (англ. Edgar Dean «Ed» Mitchell; 17 сентября 1930, Херфорд, Техас — 4 февраля 2016, Уэст-Палм-Бич, Флорида) — астронавт США.

## Биография
Митчелл получил степень бакалавра в области промышленного управления в Технологическом институте Карнеги (ныне Университет Карнеги — Меллона) в 1952 году, а также степень бакалавра в области аэронавтики в Военно-морской аспирантуре США в 1961 году. Степень доктора наук в области аэронавтики и астронавтики в Массачусетском технологическом институте в 1964 году. НАСА выбрало Митчелла в качестве астронавта в 1966 году.
Был в составе экспедиции Аполлон-14, третьей высадке людей на Луну. Общая длительность пребывания лунного модуля на поверхности Луны 33 часа 24 минуты.
Является шестым человеком, побывавшим на Луне.
В 1971 году был награждён медалью НАСА «За выдающиеся заслуги».
Позже основал Институт ноэтических наук.
Включён в Зал славы астронавтов.
Был масоном, членом ложи «Артисия» № 28, город Артисия, Нью-Мексико.
В 1990-х — 2000-х годах не раз выступал с заявлениями о том, что инопланетяне существуют, много раз посещали Землю, но эту информацию скрывает правительство.
Митчелл жил в пригороде Лейк-Уэрт и умер в 85 лет в местном хосписе вечером в четверг, 4 февраля 2016 года.